# 一ノ瀬翼
一ノ瀬 翼（いちのせ つばさ、1995年2月19日  - ）は、日本のタレント・アイドル。
男性アイドルグループ、若ET KISS(ジャケットキス)、POP CLOVER(ポップクローバー)のメンバーであり、ダンスユニット、スーパーDXハンターの元メンバーである。
KISS Promotion所属。2017年に若ET KISSに加入。2021年より後続グループであるPOP CLOVER(Pop Clover) に所属となった。メンバーカラーは青、ペンギンブルー。
2022年にスーパーDXハンターを卒業した。

## 略歴
愛知県生まれ、愛知県育ち。2017年7月1日のライブより新メンバーとして若ET KISSに加入した。加入時は「ばっさー」と名乗っていた。その後、2018年頃より「つばさ」「一ノ瀬翼」も用いるようになっていった。2020年7月にリリースされた4thシングル『セイデンキ』のタイプBでは、初期メンバーの大瀧渓太とのカップリング曲『 READY 』が収録された。なお、READYの衣装はメンバーカラーの装飾がなされていない若ET KISS初の試みとなっている。
2020年にダンスユニットスーパーDXハンターの新メンバーに選ばれ、若ET KISSとの兼任となる。2022年に卒業。スーパーDXハンターとして出演した初の踊ってみた動画であるモーニング娘。のLOVEペディアは、11万回再生を記録した。(2024年5月19日時点)
2021年の若ET KISS活動休止伴い、後続グループPop Cloverの初期メンバーとして活動を開始する。
2022年8月6日の卒業ライブを以て、グループから卒業したが、2023年4月に再加入となり、それに伴いグループ名がPOP CLOVERに変更された。

## 出演

### ラジオ
- 若ET KISSのDREAM SKY（2018年1月-6月、愛知北エフエム放送) [11]
- Pitch DOUBLE DECKER（2018年10月-11月、Pitch FM) [12]

### その他
- わらしべ長者（2017年12月、クママックスTV)[13]
- 噂のメンズアイドル「若ET KISS」登場！（2018年5月、バラエティ番組 みゅーちゃん)[14]
- LOVEペディア 踊ってみた（2020年3月20日、DXハンターチャンネル)[15]

## 書籍
- 楽遊boys Pass Vol.2（2019年11月、楽遊BOYS編集部）
- 楽遊boys Pass Vol.3（2020年02月、楽BOYS編集部）